# Crise des déchets en Campanie

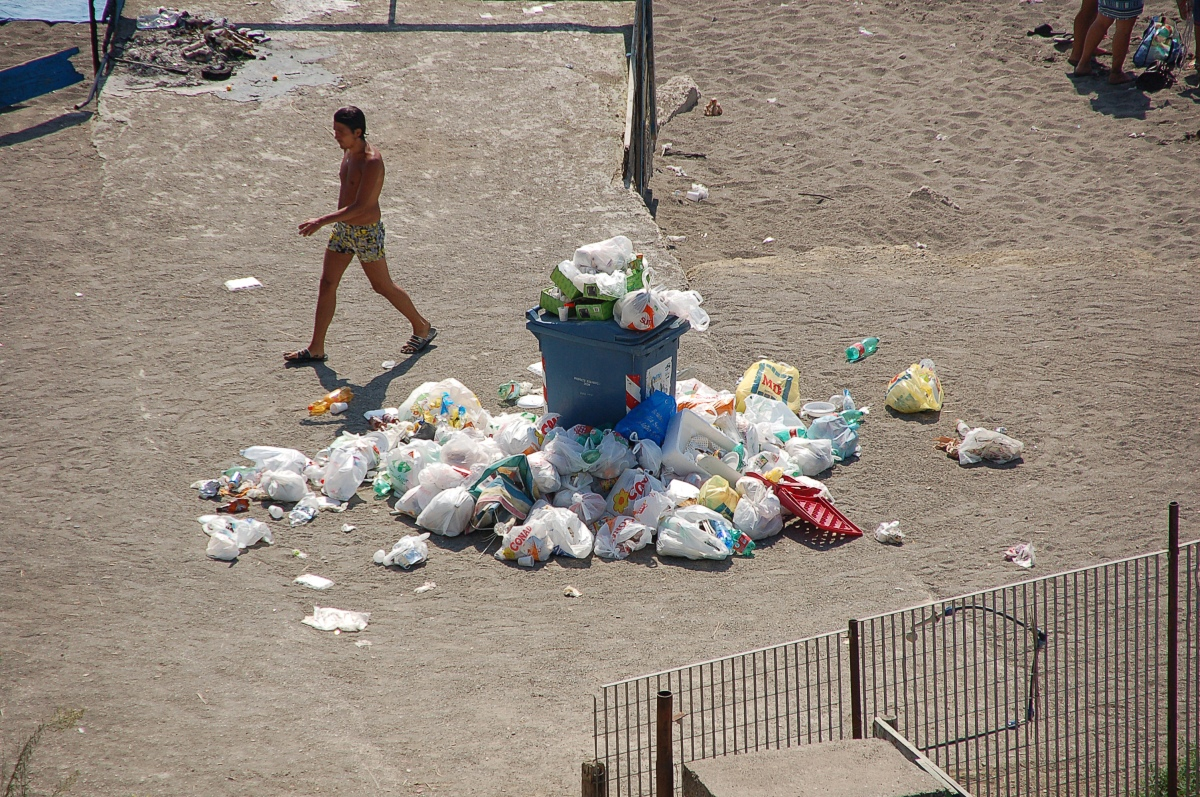
Déchets non collectés à Naples en 2010.

La crise des déchets en Campanie est caractérisée par l'« état d'urgence » concernant le traitement ordinaire des déchets ménagers et assimilés (DMA) dans cette région d'Italie. Elle commence en 1993 au moment de la déclaration de l'état d'urgence et de la nomination du premier Commissaire du gouvernement investi de pouvoirs extraordinaires. L'état d'urgence a pris officiellement fin quinze ans plus tard, avec la promulgation du décret-loi n.195, approuvé par le gouvernement le 17 décembre 2009, qui avait fixé la date du 31 décembre 2009 comme terme de l'état d'urgence et du Commissariat extraordinaire.
Cette crise qui a pu revêtir un caractère spectaculaire en matière de collecte a en fait révélé des dysfonctionnements aigus et persistants de l'ensemble du cycle des déchets, c'est-à-dire l'existence d'une problématique transversale.

## Causes et facteurs aggravants
Les causes qui se trouvent à l'origine de l'« urgence sur les déchets » (emergenza rifiuti) sont complexes. Elles consistent en un mélange d'erreurs techniques et administratives et d'intérêts politiques, industriels ou criminels.
L'origine de la crise peut en effet être attribuée entre autres aux retards dans la planification et la préparation des décharges adaptées, mises en place uniquement à partir de 2003. Mais aussi au traitement inapproprié des déchets urbains dans les sept installations de production de combustible dérivé des déchets, initialement construits et gérés par des sociétés du Groupe Impregilo. Aux lenteurs dans la planification et la construction d'incinérateurs, dues quant à elles aux décisions que la justice avait prises au sujet de projets déjà réalisés, ce dans le but de permettre à la fois une meilleure protection de l'environnement et une lutte plus efficace contre la Camorra. Aux retards également dans la planification et la construction des installations de compostage de la partie organique provenant de la collecte différenciée. Et enfin au faible niveau moyen de celle-ci, qui plafonnait en 2007, dans la Province de Naples, à un maigre 8 %. Par ailleurs, le fonctionnement général du cycle des déchets a été entravé par l'existence de coopératives de travailleurs dits "d'utilité sociale" qui, pour certaines, se trouvaient en réalité aux mains de la Camorra et ont permis à la faveur de la crise des déchets un trafic d'emplois fictifs dans ce secteur d'activité (200 employés réels sur les 2 300 personnes recrutées).
Au-delà des causes techniques et administratives, il faut toutefois également souligner à quel point l'état d'urgence représente en lui-même une situation économiquement avantageuse non seulement pour le crime organisé campanien – qui peut recueillir avec la gestion illégale des déchets des profits parfois supérieurs à ce que lui rapporte le trafic de drogue ou les extorsions – mais aussi pour de nombreuses entreprises légales (derrière lesquelles se cache d'ailleurs souvent la camorra). D'un côté, celles-ci profitent du système de traitement illégal pour réduire leurs coûts, et de l'autre elles participent directement à la gestion de la crise. Cela entraîne la perpétuation d'une situation où, face à ces intérêts plus ou moins directement criminels, se trouvent des institutions politiques qui se sont souvent montrées incapables de s'y opposer, quand elles ne les ont pas carrément favorisés.
Enfin, des critiques ont été formulées contre la nature même du Commissariat, devenu de fait avec le temps une institution « ordinaire », qui s'est trouvée, en raison de sa relative autonomie financière et surtout de son nombreux personnel, dans une situation de conflit d'intérêts objectif eu égard au but initial de sa constitution. En effet, une résolution définitive de la crise aurait du même coup occasionné la disparition du Commissariat.

## Impacts collectifs
C'est à partir de 1994, avec une alternance de moments plus ou moins critiques, que les déchets ménagers et assimilés ne sont plus régulièrement collectés et s'accumulent, faute d'une politique de réduction des déchets. Et plus particulièrement en raison du sabotage planifié et récurrent de la collecte différenciée et des installations de combustibles dérivés des déchets (CDD), celles-ci du reste ayant parfois été placées en fermeture administrative par la justice pour contravention aux normes et n'ayant par conséquent jamais été utilisées. Cela a entraîné l'apparition dans les rues de Campanie, surtout dans les Provinces de Naples et de Caserte, d'accumulations anarchiques et malsaines de détritus faisant courir de graves dangers sanitaires aux populations voisines, et provoquant de plus divers problèmes d'ordre public. En outre, lorsque les ordures sont incendiées par des habitants exaspérés (mais plus souvent encore par la Camorra, qui tente ainsi de faire disparaître les traces de déchets toxiques qui s'y trouvent), cela donne lieu à de dangereuses émissions de dioxines et à des intoxications. Les décharges sauvages et les incendies de déchets, spécialement dans les communes rurales autour de Caserte, ont créé de graves problèmes, non seulement pour la santé des habitants, mais aussi pour la salubrité des productions agro-alimentaires. En effet, c'est précisément pour cette raison que la vente des produits fromagers de Campanie a significativement baissé, et pas seulement en Italie mais également à l'étranger, où, de crainte que ces produits ne soient pas sains, on a préféré éviter d'en importer.

### Problèmes sanitaires
En 2004, la Protection civile italienne a demandé une étude scientifique sur les conséquences sanitaires de la mauvaise gestion des déchets en Campanie à une équipe constituée de spécialistes provenant de l'Organisation mondiale de la santé, du Centre européen de l'environnement et de la santé, de l'Institut supérieur de la santé (ISS), du Conseil national de la recherche (CNR), de l'Observatoire épidémiologique de Campanie et de l'Agence régionale pour la protection de l'environnement.
L'analyse des données épidémiologiques recueillies entre 1995 et 2002 a permis aux chercheurs de mettre en corrélation les problèmes de santé publique avec la mauvaise gestion du cycle des déchets urbains et la présence des décharges sauvages aux mains du crime organisé, où ont été jetées d'énormes quantités de déchets industriels, principalement en provenance de l'Italie septentrionale et parfois de l'étranger. En particulier, on a mesuré une augmentation de 9 % de la mortalité masculine et de 12 % de la mortalité féminine, ainsi qu'une augmentation de 84 % du nombre des tumeurs au poumon et à l'estomac, des lymphomes et sarcomes, et des malformations congénitales.

### Phénomène "NIMBY"
L'ensemble des causes précédemment évoquées, et qui ont conduit, tout particulièrement dans les années 2000, à une crise dramatique dans la gestion du cycle de traitement des déchets ménagers en Campanie, a également fait apparaître la nécessité de trouver des solutions de court et moyen terme, comme la réouverture ou la création de décharges, afin de rapidement mettre fin à cette situation d'urgence.
Cela a provoqué de fortes protestations de la part des populations vivant à proximité des sites qui ont pu être alors envisagés, à la manière de ce qui a été décrit comme comportement NIMBY (Not In My Back Yard – « Pas derrière chez moi »). Il convient toutefois de souligner que les habitants qui s'opposent à la réouverture des décharges justifient leur position en faisant valoir que ces choix se portent très souvent sur des carrières désaffectées non conformes et inadaptées pour des raisons structurelles, géographiques et plus encore sanitaires. Et ce alors que de nombreuses propositions d'autres sites avancées par des géologues reconnus sont ignorées, ou même que des décharges disponibles existent déjà mais ne sont jamais utilisées. À ce sujet, afin de mieux mesurer le paradoxe, il est utile de relever par exemple que la carrière de Chiaiano, choisie comme un des nouveaux sites destiné à accueillir une décharge par le décret-loi no 90 du 23 mai 2008, a été acquise en 2002 par la société FIBE à un prix huit fois supérieur à celui du marché. Souvent, d'ailleurs, les carrières désaffectées choisies comme sites par le Commissariat ont déjà été exploitées par le crime organisé, qui les a remplies, au mépris de toute règle en général et de toute règle sanitaire en particulier, de quantités considérables de déchets industriels hautement cancérogènes. Dans certains cas, les sites utilisés comme décharges ne sont distants que de quelques dizaines de mètres des premières habitations, et font parfois l'objet de constructions abusives. En effet, il arrive souvent que les organisations criminelles effectuent d'abord le terrassement, puis remplissent la cavité de déchets toxiques, et enfin la recouvrent de ciment avec des constructions plus ou moins sauvages, faisant ainsi un double profit.

## Chronologie

### L'institution du Commissariat
La situation d'urgence concernant les déchets en Campanie commence officiellement le 11 février 1994 avec le décret pris par le Président du Conseil des ministres alors en charge, Carlo Azeglio Ciampi. Par cette disposition, le gouvernement italien prenait acte de la situation d'urgence environnementale qui était apparue au cours des semaines précédentes dans de nombreuses villes campaniennes à cause de la saturation de certaines décharges. Il reconnaissait en outre dans le Préfet de Naples l'organe du gouvernement apte à se substituer pour l'ensemble du territoire à toutes les autres administrations locales concernées à des degrés divers et en conséquence l'institution préposée à l'exercice des pouvoirs extraordinaires du Commissariat. Entre 1994 et 1996, la gestion de la crise des déchets consista à augmenter la capacité de stockage grâce à la réquisition de plusieurs décharges privées dans toute la région, confiées ensuite à la gestion de l'ENEA (Agence pour l'énergie, les nouvelles technologies et l'environnement).

### 1996: Changements d'attributions
En mars 1996, le gouvernement Dini alors en exercice, intervient à son tour dans la gestion du Commissariat : le préfet conserve la gestion de la collecte, tandis que le Président de la Région se voit confier la mission de mettre en place un Plan régional ainsi que la compétence pour les interventions urgentes en matière de traitement. En juin 1997, le Président de Région Antonio Rastrelli, publie le "Plan régional pour le traitement des déchets ménagers et assimilés" qui prévoit, entre autres, la réalisation de deux incinérateurs et sept installations pour la production de combustible dérivé des déchets (CDD). Ces dernières devaient en effet permettre de sélectionner parmi les déchets la fraction sèche (principalement les matières plastiques dérivées du pétrole) puis de la préparer sous forme de "balle écologique" (les ecoballe) afin qu'elle puisse servir de combustible pour les incinérateurs. Parallèlement, la fraction organique humide devait être utilisée pour la régénération des décharges existantes.

### 1998: Appel d'offres pour le traitement des déchets
En 1998, le Président Antonio Rastrelli, en sa qualité de Commissaire extraordinaire, publie alors un avis d'appel d'offres pour l'adjudication à un organisme privé de la gestion du cycle des déchets dans son ensemble. L'appel d'offres est clos en 2000, lorsque le Commissaire extraordinaire devient Antonio Bassolino, nouveau Président de la Région, et que l'adjudication est remportée par un Groupement momentané d'entreprises appelé FIBE, avec charge de construire sept installations de production de CDD et deux incinérateurs, ainsi que de créer plusieurs décharges en Campanie. Le groupement FIBE (dérivé du nom des entreprises Fisia, Impregilo, Babcock Environment GmbH, et Evo Oberrhausen) est conduit par la société Fisia, elle-même contrôlée par Impregilo. Il remporte l'adjudication principalement grâce à des coûts nettement moins élevés que les autres concurrents ainsi qu'à des délais plus courts pour la réalisation des travaux, alors que la qualité intrinsèque de son projet était jugée inférieure. Le contrat n'est cependant pas honoré puisque le Groupement FIBE ne livre pas avant le 31 décembre, comme il était prévu, l'incinérateur qu'il avait lui-même choisi d'établir à Acerra en dépit de vives protestations, et que ses installations ne peuvent produire un CDD conforme. Un procès pénal a été ouvert au Tribunal de Naples au sujet de ces manquements.
Néanmoins, FIBE continue à constituer dans ses nouvelles installations des stocks de balles écologiques qui ne peuvent être brûlées, soit parce que l'incinérateur n'existe pas encore, soit parce qu'elles ont un taux d'humidité trop élevé faute d'une préparation adéquate. C'est ainsi que se crée une accumulation de 5 millions de balles écologiques inutilisables stockées dans la région, correspondant à 6 millions de tonnes de déchets qui ne peuvent être ni incinérés ni transformés en combustible. Dans le même temps, une commission parlementaire consacrée à ces problèmes constate en 1998 qu'après quatre années de gestion par les Commissaires la région est toujours en état d'urgence, et juge insuffisantes les installations réalisées ou projetées, ainsi que trop peu coopératives les administrations locales. En décembre 2000, le nouveau préfet de Naples, Carlo Ferrigno, déclare en qualité de Commissaire extraordinaire que les décharges existantes sont désormais toutes saturées, et certaines remplies au-delà de leurs capacités, créant ainsi de graves risques sanitaires pour les populations à proximité. Il stigmatise également les administrations locales qui refusent d'accueillir dans leur circonscription les installations de production de CDD. La région décide alors de continuer à utiliser malgré tout la décharge de Palma Campania, en retardant dès lors son assainissement jusqu'à la mise en place d'autres solutions. En même temps, sont mises en fonction trois installations de criblage et de broyage, et quatre pour l'emballage.

### Crise de 2001
Faute d'une réalisation complète du Plan régional, défaillance due en grande partie à la non-exécution du contrat de la part de FIBE, faute également d'un décollage de la collecte différenciée pour laquelle avaient pourtant été recrutés des milliers d'employés, on enregistre au début de l'année 2001 un nouveau pic dans la crise du ramassage. Il est cependant surmonté par l'ouverture provisoire des décharges de Serre et Castelvolturno, et l'acheminement de milliers de tonnes de déchets chaque jour vers d'autres régions, comme la Toscane, l'Ombrie et l'Émilie-Romagne, ou même en Allemagne. À la fin de 2001, des installations de production de combustible dérivés des déchets sont mises en route à Caivano, Avellino et Santa Maria Capua Vetere, suivis en 2002 par celles de Giugliano, Casalduni et Tufino, et enfin celle de Battipaglia en 2003. Malgré cela, la Campanie n'est pas encore totalement autosuffisante, du fait du faible développement de la collecte différenciée et de l'absence d'incinérateur. Elle est ainsi incapable de gérer le traitement de presque un million de tonnes annuelles de déchets destinés à devenir du CDD, et de plus d'un million de tonnes annuelles destinées aux décharges ou au stockage en vue de traitements spéciaux.

### Crise de 2007-2008
Au cours de l'année 2007, en raison de la progressive saturation des décharges, la crise entre dans une nouvelle phase, encore plus aiguë, de telle sorte que le gouvernement Prodi, alors en exercice, est amené à intervenir directement en choisissant les nouveaux sites de décharges et en orientant la solution du problème vers une régionalisation du traitement des déchets. Il autorise en outre la construction de trois incinérateurs et écarte ainsi de fait le projet propre au Commissariat de Antonio Bassolino, tout entier centré sur la difficile construction d'un seul méga-incinérateur à Acerra. L'ordonnance pour la construction des incinérateurs est signée le 31 janvier 2008, tandis que le 25, le conseil communal (it) de Naples approuvait encore une dépense de 228 000 euros pour une « Analyse portant sur la perception de la qualité de leur territoire/environnement au cours de la crise des déchets par des entreprises et des citoyens campaniens, comparée à celle des citoyens du reste de l'Italie » - approbation finalement révoquée.
Pour gérer cette nouvelle accentuation de la crise, le Président du Conseil Romano Prodi, par l'ordonnance n. 3639 du 11 janvier 2008, nomme comme nouveau Commissaire extraordinaire l'ancien Directeur de la Police nationale italienne Gianni De Gennaro, avec l'objectif de résoudre la crise en quatre mois. On reprend alors l'acheminement des déchets sur des trains à destination de l'Allemagne, pour un coût d'ailleurs inférieur à ce que dépensait le Commissariat pour le traitement local des déchets. On détermine aussi de nouvelles zones pour l'installation ultérieure de décharges, notamment le site de la décharge fermée dans le quartier de Pianura à Naples, puis une carrière désaffectée dans le quartier de Chiaiano, proche de la commune de Marano di Napoli. Mais aussitôt s'élève la violente protestation des populations locales. Au cours de cette période, le mandat du Commissaire est prolongé jusqu'à la fin du gouvernement Prodi et la situation, encore loin d'être résolue, dégénère et entraîne de graves troubles à l'ordre public.
Puis le 21 mai 2008, le nouveau gouvernement tout juste installé et présidé par Silvio Berlusconi tient son premier Conseil des Ministres précisément à Naples et approuve le décret-loi n. 90 du 23 mai 2008 (converti en loi n. 123 du 14 juillet 2008). Celui-ci, dans le but de mettre définitivement en place un cycle intégré pour la gestion de déchets, prévoit la construction de quatre, au lieu de trois, incinérateurs, établit une liste de dix sites où réaliser autant de décharges (et à cette fin déclarés zones d'intérêt stratégique national du ressort de l'armée) et évoque enfin des sanctions pouvant aller jusqu'au placement sous autorité gouvernementale des communes qui ne développeraient pas à un niveau suffisant leur collecte différenciée. On y prévoit en outre la cessation de l'état d'urgence pour le 31 décembre 2009, ainsi que la nomination du Directeur de la Protection Civile italienne et ex-Commissaire extraordinaire Guido Bertolaso, en tant que sous-secrétaire de la Présidence du Conseil avec délégation pour la crise des déchets. Toutefois, à l'art.9, ce même décret, en dérogation aux normes en vigueur, y compris aux normes européennes, autorise également le traitement dans les nouvelles décharges des déchets dangereux signalés par les codes CED 19.01.11, 19.01.13, 19.02.05 et 19.12.11, élément qui contribue à renforcer l'opposition des populations locales à leur ouverture. L'art. 3, quant à lui, en dérogation aux règles du code de la procédure pénale et de l'organisation judiciaire, prévoit l'attribution au Parquet du Tribunal de Naples de la compétence exclusive en matière de vérification des délits environnementaux commis sur l'ensemble de la région Campanie.
Par l'ordonnance du 16 juillet 2008, le Président du Conseil confie à un représentant du gouvernement la gestion courante des sept installations pour la production de CDD réalisées par FIBE, devenues entretemps de simples installations pour le criblage et le broyage ainsi que pour l'emballage. Le 18 juillet, l'urgence spécifique concernant le ramassage des déchets ménagers est déclarée terminée, bien que, d'une part, le cycle industriel des déchets ne peut être considéré comme un processus réellement enclenché, puisque tous les incinérateurs n'ont pas été mis en route et que la collecte différenciée est encore insuffisante et bien que, d'autre part, il reste encore cinq millions de balles écologiques disséminées à traiter. Dans sa tentative d'enrayer l'accumulation incontrôlée de déchets ordinaires et de déchets spéciaux, et comme une sorte de confirmation des difficultés pour sortir effectivement de l'état d'urgence, le gouvernement approuve le 6 novembre 2008 le décret-loi n° 172. Il contient une série de règles valables pour les territoires placés en état d'urgence pour le traitement des déchets, parmi lesquelles la création d'un délit spécifique d'abandon de déchets dangereux, spéciaux ou encombrants, passible d'une peine d'emprisonnement pouvant aller jusqu'à cinq ans.
Après l'ouverture, fortement critiquée, de la décharge de Chiaiano le 18 février 2009, est lancée le 26 mars suivant, dès la fin des travaux, la phase de test final de l'usine de Acerra. Durant celle-ci, cependant, on brûle des déchets baptisés "tels quels" et non pas le CDD prévu, en empêchant ainsi un test probant de l'installation et on constate une émission de PM10 supérieure aux limites imposées par la loi pendant 30 % de son temps de fonctionnement. Au cours des deux premières semaines d'octobre 2009, d'ailleurs, ces dépassements seraient onze fois supérieurs aux normes, selon les données de l'ARPAC (Agence régionale de protection de l'environnement en Campanie), qui sont les seules disponibles puisque l'observatoire environnemental de l'usine ne fournit pas de données sur les émissions de poussières fines. 

Le 15 juin, on ouvre également la décharge de Cava Sari à Terzigno, dont la capacité de 750 000 m3 devait permettre selon les premières estimations d'y déverser des déchets jusqu'à l'été 2010, mais qui menaçait d'être saturée, compte tenu des déversements moyens, au début de l'année 2011. 
Néanmoins, malgré l'absence persistante d'un cycle intégré des déchets efficient, le 17 décembre 2009, le Conseil des ministres approuve un décret-loi par lequel est établie la fin de l'état d'urgence et du Commissariat extraordinaire à partir du 31 décembre 2009, comme le prévoyait déjà le décret-loi no 90/2008. Il entérine aussi, après vérification de l'issue positive de la phase de test, le transfert de l'incinérateur de Acerra sous la responsabilité de son gérant, la société A2A. L'usine, qui devait brûler environ 2 000 tonnes de déchets criblés et broyés par jour, ne parvient pas dans les faits à en brûler plus de 500, à cause des diverses détériorations qui ont certaines fois conduit à l'arrêt de deux des trois fours, sinon de toute l'installation, et alors qu'à ce jour le test final qui avait précédé sa mise en route n'est pas encore dûment certifié.

### Situation en 2010
Bien que le gouvernement Berlusconi ait déclaré depuis longtemps que la crise des déchets était terminée, le problème s'est présenté de nouveau à Naples en septembre 2010. Le 22 novembre, l'Italie a ainsi reçu un avertissement de la part de l'Union européenne, qui considère que la situation en 2010 est identique à celle de 2008. Malgré les arrêtés municipaux et l'intervention du gouvernement fin novembre, la crise a perduré durant tout le mois de décembre 2010.

### Situation en 2012
Élu en  mai 2011, le nouveau maire, Luigi De Magistris, était sous la pression de Janez Potocnik, commissaire européen à l’Environnement, qui menaçait l’Italie et Naples d'amendes de plusieurs millions d’euros. La municipalité Napolitaine a conclu un accord avec la société néerlandaise Van Gansewinkel, pour le retraitement de 4 000 à 5 000 tonnes de déchets vers Rotterdam. Le prix réclamé à la ville de Naples correspond à la moitié de ce qu’elle devrait payer dans son pays.

## Aspects juridiques, économiques et criminels

### Procédure d'infraction et enquêtes judiciaires

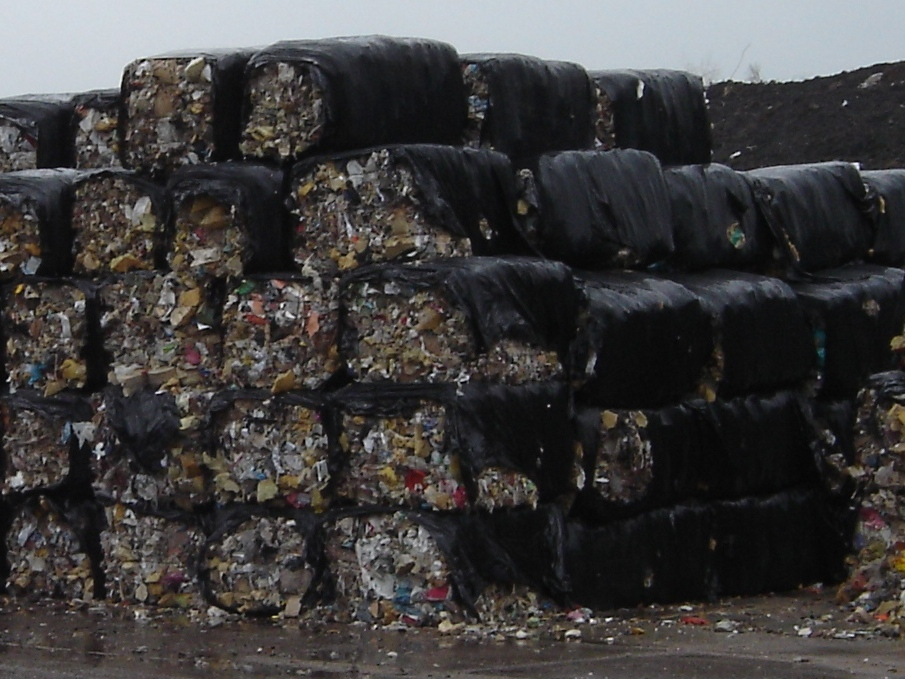
Balles de déchets en attente d'incinération.

Le 27 juin 2007, une procédure d'infraction a été ouverte par la Commission européenne à l'encontre de l'Italie en raison de la crise chronique dans le secteur des déchets qui affecte Naples et le reste de la Campanie. Le 4 mars 2010, la Cour de justice européenne au Luxembourg s'est ensuite prononcée sur le recours de la Commission en condamnant l'Italie pour le problème des déchets en Campanie.
Le 31 juillet 2007, c'est le Parquet de Naples qui demande le renvoi devant la justice pour la plupart des personnes mises en examen dans le cadre de l'enquête sur la crise des déchets en Campanie, en formulant pour 28 d'entre elles des accusations de délits d'escroquerie aggravée et réitérée aux dépens de l'État et de fraude sur les fournitures publiques, ainsi que de faux et d'abus de fonctions. Parmi les personnes incriminées se trouvent Antonio Bassolino, ancien Commissaire extraordinaire et Président de la Région Campanie en exercice, ainsi que ses collaborateurs directs (le sous-commissaire Giulio Facchi et le vice-commissaire Raffaelle Vinoli), de même que Piergiorgio Romiti et Paolo Romiti, dirigeants de Impregilo (société attributaire du marché de traitement des déchets), et les sociétés Impregilo, FIBE, Fisia Italimpianti, FIBE Campanie et Gestion Naples. En particulier, les sociétés attributaires des marchés concernant la construction des incinérateurs et des installations pour CDD sont accusées par le Parquet de Naples de ne pas avoir respecté les contrats en ce qu'elles ont élaboré des incinérateurs non adaptés et produit des balles écologiques de CDD de mauvaise qualité ou bien inutilisables. Ces irrégularités, de surcroît, n'auraient été rendues possibles que grâce à la complicité et à la connivence du Commissariat concerné, qui aurait omis de faire les contrôles prévus. Ainsi les balles écologiques apparaissent constituées de déchets laissés « tels quels »  et sont donc impropres à la combustion. Elles sont qui plus est stockées dans des zones n'ayant pas fait l'objet des mesures nécessaires à la protection de l'environnement. De même, la fraction humide isolée par les installations ne correspond pas non plus aux normes car elle ne subit pas de traitement approprié pour la rendre biologiquement inoffensive, à telle enseigne que le nouveau Commissaire extraordinaire a disposé qu'elle soit envoyée dans une décharge.
L'audience préliminaire démarre à la mi-janvier 2008, au plus fort de la nouvelle crise des déchets. Et le 29 février suivant, le juge de l'audience préliminaire décide le renvoi devant la justice de tous les accusés, tandis qu'au même moment une femme tente de s'immoler en signe de protestation devant la décharge de Giugliano. La date de la première audience du procès est fixée au 14 mai, peu après renvoyée au mois de juillet
Au même moment, une enquête du Parquet de Potenza aboutit à la mise en examen du Ministre de l'Environnement, Alfonso Pecoraro Scanio, pour association de malfaiteurs et corruption, en raison de certains rapports qu'il entretiendrait, selon les magistrats, avec des entreprises liées au traitement des déchets.
Le 27 mai 2008, 25 personnes sont assignées à résidence au terme de l'enquête appelée « Casse-balles » (Rompiballe), lancée en janvier. Parmi elles, on trouve des fonctionnaires comme Marta Di Gennaro, adjointe de G. Bertolaso du temps où il était Commissaire, et plusieurs employés et représentants d'entreprises liées au Commissariat pour la crise des déchets en Campanie. Les accusations vont du trafic illégal de déchets jusqu'au faux « intellectuel » et à l'escroquerie aux dépens de l'État. Le préfet de Naples, Alessandro Pansa, reçoit un avis d'ouverture d'instruction pour des irrégularités présumées concernant des actes liés au groupement FIBE et émis durant ses fonctions de Commissaire extraordinaire. Le 24 juillet 2008, les cas du Commissaire Bertolaso et des ex-Commissaires Catenacci et Pansa sont classés sur décision du Parquet, malgré l'avis contraire de certains des substituts du procureur. Le 17 décembre 2009, le Tribunal de Naples décide cependant de transmettre tous les actes d'enquêtes au Parquet de Rome, puisque l'enquête impliquait également, tout en faisant état d'une proposition de non-lieu, le magistrat du Parquet napolitain, Giovanni Corona, ancien conseiller juridique auprès du Commissariat.
Le 7 juillet 2008, les sociétés Fisia Italimpianti, FIBE et FIBE Campania, ont reçu une notification de fin d'instruction sur les responsabilités administratives, ex D.lgs. 231/01, dans le cadre de l'enquête de mai 2008 conduite par le Parquet de Naples et concernant le cycle de traitement des déchets en Campanie à la suite de la résolution ex lege des contrats d'attribution pour ce service (15 décembre 2005) et dans laquelle sont impliqués, entre autres, des anciens Commissaires extraordinaires pour la crise des déchets ainsi que des dirigeants des sociétés concernées.

### Versant économique
L'acheminement vers l'Allemagne coûte 215 euros par tonne, soit 400 000 euros par jour en 2007, dont la moitié pour le seul transport. Malgré cela, ce coût reste compétitif par rapport à celui d'un traitement en Italie ou même en Campanie, où il s'élèverait au minimum à 290 euros par tonne, voire jusqu'à plus de 1 000 euros (120 pour la transformation en balles écologiques, 20 pour le transport, et 150 euros par an pour le stockage, qui dans certains cas dure maintenant depuis dix ans).
Les lenteurs dans la construction d'incinérateurs, malgré la disponibilité souvent rappelée de villes comme Salerno, ont conduit certaines entreprises italiennes et étrangères à proposer le traitement de tous les déchets produits : la société ASM de Brescia, la société française Veolia, l'espagnole Abertis et l'allemande Remondis. La situation est quoi qu'il en soit paradoxale, dès lors qu'on constate, ainsi que l'a expliqué une porte-parole du Ministre de l'Environnement de la Saxe, et contrairement à l'information transmise par de nombreux médias italiens, que les déchets campaniens ne sont pas incinérés mais triés et recyclés pour en tirer de la matière primaire secondaire (MPS) ou des composés organiques vendus ensuite aux entreprises; elle a également précisé que rien n'a fini dans les décharges, tout ayant été traité au moyen d'un traitement bio-mécanique à froid.

### Crime organisé
La commission d'enquête parlementaire sur le cycle des déchets a travaillé sur les activités illégales qui ont accompagné celui-ci en Campanie, en parvenant à cette conclusion :

« La criminalité organisée de caractère camorriste continue à intervenir directement dans le trafic illégal de déchets et en tire des profits considérables : il s'agit là d'une affirmation qui a présenté un caractère d'évidence unanimement reconnue au cours des auditions, et il convient donc de la consigner dans ce rapport. Du reste, ce sont les collaborateurs de justice eux-mêmes qui ont détaillé devant la Commission le mode d'intervention de la camorra et apporté une description chronologique des faits. Le crime organisé se présente comme le terminal du trafic, au sens où il sécurise le territoire où traiter illégalement les déchets : cela lui est possible car c'est la camorra elle-même qui contrôle et gère chaque mètre carré de vastes zones du territoire campanien. La Province de Caserte, en particulier, comporte des secteurs contrôlés manu militari par le crime organisé, qui organise même des patrouilles pour surveiller les routes et conduit des opérations de contrôle sur les véhicules inconnus passant en ces endroits. »

— Président Massimo Scalia, 14 mai 2008

## Liste des Commissaires extraordinaires
- Umberto Improta (11 février 1994 - mars 1996)
- Antonio Rastrelli (mars 1996 - 18 janvier 1999)
- Andrea Losco (18 janvier 1999 - 10 mai 2000)
- Antonio Bassolino (10 mai 2000 - février 2004)
- Corrado Catenacci (27 février 2004 - 9 octobre 2006)
- Guido Bertolaso (10 octobre 2006 - 6 juillet 2007[n 4])
- Alessandro Pansa (7 juillet 2007 - 1er janvier 2008)
- Umberto Cimmino, Commissaire ad acta (1er janvier 2008 - 10 janvier 2008)
- Goffredo Sottile, Commissaire liquidateur (11 janvier 2008 - fin de l'urgence, 17 décembre 2009)
- Gianni De Gennaro, Commissaire délégué (11 janvier 2008 - 26 mai 2008)
- Guido Bertolaso, Sous-secrétaire d'État auprès du Président du Conseil avec délégation pour la crise des déchets en Campanie (21 mai 2008 - fin de l'urgence, 17 décembre 2009)